# Ceryx macrospila
Ceryx macrospila là một loài bướm đêm thuộc phân họ Arctiinae, họ Erebidae.